# آمادو سامورا
آمادو سامورا (انگلیسی: Amadou Samoura؛ زادهٔ ۲۱ نوامبر ۲۰۰۳) بازیکن فوتبال است.